# Bulang (Gending)
Bulang is een bestuurslaag in het regentschap Probolinggo van de provincie Oost-Java, Indonesië. Bulang telt 2792 inwoners (volkstelling 2010).
Bulang ligt op ongeveer drie kilometer ten zuiden van de noordkust van het eiland Java.